# Dadilda od Pallarsa
Dadilda od Pallarsa (šp. Dadildis de Pallars; 9. st.) bila je španjolska plemkinja.

## Život
Dadilda je rođena od nepoznatih roditelja u 9. stoljeću.
Njezin je brat bio grof Rajmond I. od Pallarsa i Ribagorze (Raimundo), koji je umro 920. godine, a preko kojeg je bila teta grofa Isarna.
Udala se za navarskog plemića Garcíju, koji je poznat i kao kralj García II. Jiménez.
Dadilda je svom mužu rodila dvojicu sinova – Sanča I. Garcésa i Jimena Garcésa.
Bila je baka kralja Garcíje Sáncheza te kraljica Oneke i Urake.